# Salvatore Giuliano

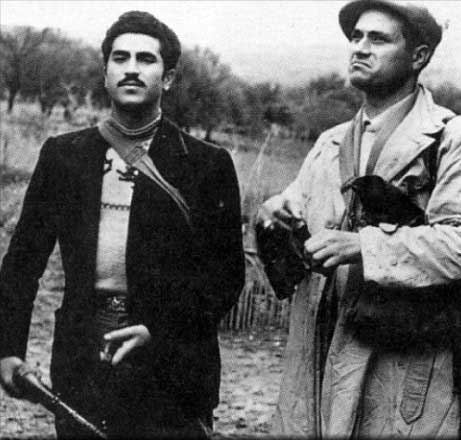
Turi Giulianu i Pisciotta

Salvatore Giuliano (Montelepre, 16 de novembre de 1922 – Castelvetrano, 5 de juliol de 1950) va ser un camperol sicilià esdevingut bandit i independentista però condicionat per la màfia.

## Biografia
Salvatore Giuliano (Turi) va néixer a Montelepre a la província de Palerm a Sicília i en tota la vida no va sortir mai de l'illa. Era fill d'un emigrant sicilià als Estats Units que, enyorat de la seva terra, va tornar a residir-hi i fer de pagès a la terra que va comprar amb els estalvis.
La seva mare, Maria Lombarda, amb qui sempre es va sentir molt unit, era una dona de caràcter fort i actitud decidida. Tenia un germà, Giuseppe, i una germana, Marianna.
A Salvatore no li agradava estudiar, i de seguida va començar a treballar com a ajudant d'un molí local fins que un dia es va descobrir que robava farina i la repartia entre les famílies pobres o la venia a un preu simbòlic; això li va valdre popularment el títol de Robin Hood sicilià. A 17 anys va ser descobert per dos carabinieri a qui va matar.
Va formar una banda juntament amb el seu cosí Gaspare Pisciotta Aspanu, que va arribar a tenir fins a 200 membres, alguns assassinats per ordres de Giuliano si sospitava que el traïen. La banda robava, segrestava, matava (fins a 70 policies i centenars de civils) i capturava provisions que deixava enmig dels pobles perquè la gent les agafés.
Es va unir al Moviment Independentista Sicilià (MIS), que incloïa membres de la dreta i de l'esquerra i fins i tot de la Màfia. Giuliano va entrar, a partir de 1945, en la branca armada del moviment com a coronel de l'EVIS (Esercito Volontario per l'Indipendenza della Sicilia) i li van prometre que en cas de victòria independentista seria amnistiat dels seus delictes criminals.
Giuliano va cometre petits atemptats contra el govern i a més va enviar una carta al president dels Estats Units, Harry S. Truman, en què li demanava l'annexió de Sicília pels Estats Units.
Després de la guerra i del referèndum de 1946 que va portar a la República italiana es va aconseguir el règim autonòmic per a Sicília, i arran d'aquest fet l'independentisme va perdre força.
L'1 de maig de 1947 al poble natal de Salvatore hi va haver una celebració dels polítics i treballadors comunistes i hi va haver 11 morts per trets de metralladora que es van atribuir a la banda de Giuliano potser per encàrrec de la Màfia (o fins i tot la CIA o la Democràcia Cristiana) que no estava interessada en l'avenç de les forces d'esquerra i volien una resposta comunista que n'afavorís la il·legalització. Durant aquesta època, el cardenal de Palerm Ernesto Ruffini va intentar diverses vegades parlar-hi, per fer-lo desistir de les seves accions criminals, però no se'n va sortir.
El ministre de l'interior italià, Scelva, va acusar Giuliano i oferí tres milions de lires per a qui el capturés.
Salvatore va canviar els seus arguments independentistes per un anticomunisme actiu i violent alhora que defensava el paper de la Màfia. Amb aquesta organització va arribar a un acord per fugir als Estats Units però a Castelvetrano un dia abans de la fuga prevista (mitjançant un submarí), va ser traït i mort pel seu cosí Aspanu. Els carabinieri, en sentir els trets, van arribar-hi i sense preocupar-se de si Salvatore era viu o mort varen disparar diverses ràfegues sobre el seu cos i al·legaren que l'havien mort en defensa pròpia.

## Dramatitzacions
Una pel·lícula, Salvatore Giuliano, dirigida per Francesco Rosi el 1961 recull la seva vida. El novel·lista Mario Puzo publicà El Sicilià el 1984. Se'n va fer una pel·lícula el 1987, dirigida per Michael Cimino, on Christopher Lambert interpretava Giuliano.
Una òpera, Salvatore Giuliano, fou composta el 1985 per Lorenzo Ferrero.